# Джеральд Моріс Клеменс
Джеральд Моріс Клеменс (англ. Gerald Maurice Clemence; 16 серпня 1908 — 22 листопада 1974) — американський астроном, член Національної АН США (1957).

## Біографія
Народився в Грінвіллі (штат Род-Айленд). У 1930 році закінчив Браунський університет. Упродовж 1930—1963 років — астроном Морської обсерваторії у Вашингтоні (у 1945—1958 роках — директор відділу «Морського щорічника», у 1958—1963 роках — науковий директор обсерваторії), у 1961 році — ректор університету в Куйо (Аргентина), з 1963 року — викладач астрономії Єльського університету (з 1966-го — професор).
Основні наукові дослідження стосуються небесної механіки. Широко відомі роботи Клеменса з вивчення руху тіл Сонячної системи, вимірювання часу та астрономічних сталих. Під його керівництвом була проведена повна ревізія методів обчислення руху і мас тіл Сонячної системи, виконано чисельне інтегрування рівнянь руху п'яти зовнішніх планет. Клеменс дав вичерпний аналіз руху Меркурія та Марса. На підставі дослідження руху перигелію Меркурія підтвердив необхідність застосування теорії відносності в теоретичній астрономії. Його статті про систему астрономічних сталих склали епоху в сучасній астрометрії та теоретичній астрономії.
Автор книг «Методи небесної механіки» (спільно з Дірком Брауером, 1961), «Сферична астрономія» (спільно з Е. Вуллардом, 1965). Редактор журналу «Astronomical Journal» у 1963—1967 роках.
Президент Американського астрономічного товариства (1958—1960), президент комісій № 7 «Небесна механіка» (1948—1955) та № 4 «Ефемериди» (1964—1967) Міжнародного астрономічного союзу, член Бюро довгот в Парижі.
Золота медаль Лондонського королівського астрономічного товариства (1965).
На його честь названо астероїд 1919 Клеменція.